# Cyril Paulus
Pour les articles homonymes, voir Paulus.
Cyril Paulus, né le 15 avril 1976 à Montpellier, est un auteur, compositeur et interprète français.

## Biographie
Dans les années 1980, Cyril s'immerge durant deux ans en Angleterre, lui permettant d'élargir ses connaissances musicales et de découvrir ses plus grandes influences musicales.
Cyril Paulus a 12 ans lorsqu'il devient le leader de son premier groupe, Falcon, avec lequel il gagne un concours organisé par une radio nationale, grâce à une reprise de Jean-Jacques Goldman. Le premier prix est une journée d'enregistrement en studio. À 16 ans, il intègre un nouveau groupe, Bittersweet, dans lequel il est chanteur-guitariste. C'est avec cette formation que Cyril prend conscience qu'il veut vraiment en faire son métier. Il participe à un concours en envoyant ses maquettes, ce qui lui permet de décrocher le titre de « Formation du mois de juin », puis « groupe de l'année ». Cette récompense lui ouvre la voie pour se produire sur la scène des Francofolies de La Rochelle.
Le bac littéraire en poche, il peut enfin consacrer tout son temps libre à la musique. Dix mois plus tard, il signe son premier contrat dans une maison de disques.

## Sa carrière solo

### Chez Sony Music
Un premier album prend forme en 2001, dont l'extrait C'est pour la vie est diffusé en radio. Malheureusement, ce projet n'a pas pu être mené jusqu'au bout.
Son 2d album Banquise, signé chez Columbia/Sony BMG sort dans les bacs le 23 octobre 2006. Il est coécrit avec sa parolière Jane de Boy. Ses chansons parlent souvent de l'amour, mais aussi de thèmes différents qui sont rarement abordés, comme la violence conjugale, ou l'histoire de Vincent Humbert. Le premier titre extrait de cet album est Un autre nom, une chanson qui traite de l'adoption. C'est avec ce titre qu'il remporte le trophée de Jeune Talent de l'année en février 2007. Un second titre est extrait : Je t'oublie.
L'enregistrement studio de cet album a été effectué à Londres, Kensaltown recording studios et à Paris, studios Mega, avec les musiciens suivants : Neil Primrose (Travis), Magne Furuholmen (A-ha), Martin Terefe, Ed Harcourt, Christophe Deschamps, Laurent Vernerey. La réalisation a été effectuée par Martin Terefe (KT Tunstall, Cat Stevens, A-ha, Ron Sexsmith), et a été mixée par Chris Athens/Sterling Sound NY.

### Sous son propre label
Son 3e album Une histoire ordinaire, qu'il produit lui-même, est en téléchargement légal sur son site officiel, depuis le 15 décembre 2009. Il a été enregistré par Franck Lopez, avec les musiciens suivants : Romy Chelminski (guitare), Benjamin Tesquet (basse), et Sylvain (bob) Blanquart (batterie), qui forment le groupe "Les 3". "Les 3" ont accompagné Cyril Paulus lors de la tournée de Banquise, et liés par la musique mais aussi par l'amitié, ils poursuivent l'aventure aux côtés de Cyril, tout en se consacrant à leurs carrières solos.
Sur son site, Cyril Paulus propose plusieurs offres d'abonnement et réserve aux membres entre autres une messagerie vidéo et une Web TV en continu, diffusant des programmes produits en interne ainsi que des vidéo-clips. En décembre 2010, une version 2.0 du site voit le jour.
En 2010, il est élu Talent Acoustic de l'année par les téléspectateurs de TV5 Monde lors de la deuxième saison du concours musical francophone réservé aux artistes indépendants.

### Participations caritatives
En 2013, il compose le titre Nos amor en collaboration avec Hans Stoiber. Le titre est interprété par Lena Ka avec la participation de Teófilo Chantre et soutient l'association La chaine du cœur qui vient en aide aux orphelins du Cap-Vert.
La même année, Parce que la nuit qui est extrait de son dernier album, devient le single du clip-vidéo de l'association Les Marguerites contre Alzheimer qu'il soutient.
En 2020, il compose la chanson Tribu Arc-En-Ciel dont l'intégralité des droits sont reversés à la fondation HPHF en soutien contre la crise du Covid-19.

## Discographie

### Albums
- 2001 : Histoires Inventées
- 2006 : Banquise
- 2009 : Une histoire ordinaire
- 2015 : Inédits et raretés

### Singles et principales chansons
- 2001 : C'est pour la vie
- 2006 : Un autre nom
- 2007 : Je t’oublie
- 2007 : Tout nous appartient
- 2008 : Soulmate (en duo avec Natasha Bedingfield)
- 2009 : Mythique

### Œuvres

#### Avant 2001
- Protéger du froid (Glen Ballard - Curtis Stigers, adapt. Laurent Chalumeau)
- Sally (Joëlle Kopf / Cyril Paulus)
- Je pense à toi (Cyril Paulus)
- Dis-moi (Cyril Paulus)
- Pour le moment (Cyril Paulus)
- Un peu de temps (Cyril Paulus)
- Tout ou rien (Cyril Paulus)
- C'est pour la vie (Christian Vié / Cyril Paulus)

#### 2001 à 2005
- Parle encore (Cyril Paulus - Christian Vié / Cyril Paulus)
- Si j'étais toi (Cyril Paulus)
- Petits mots du soir
- Loin devant (Cyril Paulus - Christian Vié / Cyril Paulus)
- Histoires inventées (Cyril Paulus)
- Si loin de toi (Xavier Pace / Cyril Paulus)
- Chlorophylle (Xavier Pace / Cyril Paulus)
- Un ange (Xavier Pace / Cyril Paulus)
- Marcher en vain (Fabrice Tolédano / Cyril Paulus)
- Tout seul (Cyril Paulus)

#### Banquise(2006)
- Tout nous appartient
- Un autre nom
- Sur ta banquise
- Je t'oublie
- C'est si beau
- Le silence
- J'aimerais dormir
- Indéfiniment
- Dans le décor
- Les cris
- Moments volés
- Tout doux, dors

(Jane de Boy / Cyril Paulus)

#### Une histoire ordinaire(UHO) (2010)
- Une histoire ordinaire
- Les brins de paille
- Courir le monde
- Mythique
- Dans ta ronde
- Les sacs et les chaussures
- L'éclipse
- Aimer le pire
- Le bois des guitares
- Parce que la nuit
- Une histoire ordinaire (final)

(Jane de Boy / Cyril Paulus)

### Collaborations musicales
Depuis la fin des années 1990, Cyril Paulus compose des chansons pour d'autres interprètes, souvent en collaboration avec d'autres auteurs. Il écrit ainsi des chansons pour : 
- Victoria Petrosillo (Une invisible caresse, Je m'en vais)
- Roch Voisine (Ne m'oublie pas)
- Thierry Amiel (Changer d'air, On s'envole)
- Jonatan Cerrada (Mon paradis, La preuve du contraire, Tu es là, De ton amour)
- David Charvet (Je te dédie)
- Erwann Menthéour (Quand on se perd, S'il faut du temps)
- Anggun (Juste avant toi, I'll be alright)
- 2005 : Être à la hauteur interprété par Emmanuel Moire, Qu'avons-nous fait de vous? de la comédie musicale Le Roi Soleil mise en scène par Kamel Ouali
- 2013 :  On m’a dit de Cédric Barré
- 2013 : Nos amor interprété par Lena Ka avec la participation de Teofilo Chantre, Hans Stoiber/Cyril Paulus
- 2014 : Encore plus haut de  N's Up, titre en soutien à l'Équipe de France de football à la Coupe du monde 2014[8]
- 2018 : La route est longue composée pour Fred Blondin sur son album Pas de vie sans blues

#### Duos
- 2008 : Soulmate, en duo avec Natasha Bedingfield
- 2011 : Être à la hauteur, en duo avec Renaud Hantson sur l'album Opéra Rock

## Influences musicales
Les Beatles, Travis, Depeche Mode, les Beach Boys, Burt Bacharach, The Divine Comedy, Jackson Browne, Carole King, Crowded House, James Taylor, Jean-Jacques Goldman, Marillion, Metallica, Nirvana...

## Récompenses
- 1994 : Francofolies de La Rochelle :  Meilleur groupe de l'année - concours Magazine Phosphore - avec Bittersweet
- 2007 : Jeunes Talents W9 : Jeune talent de l'année, catégorie Chanteur pour Un autre nom
- 2010 : Talent Acoustic TV5 Monde : élu Talent Acoustic